# Pelorismus

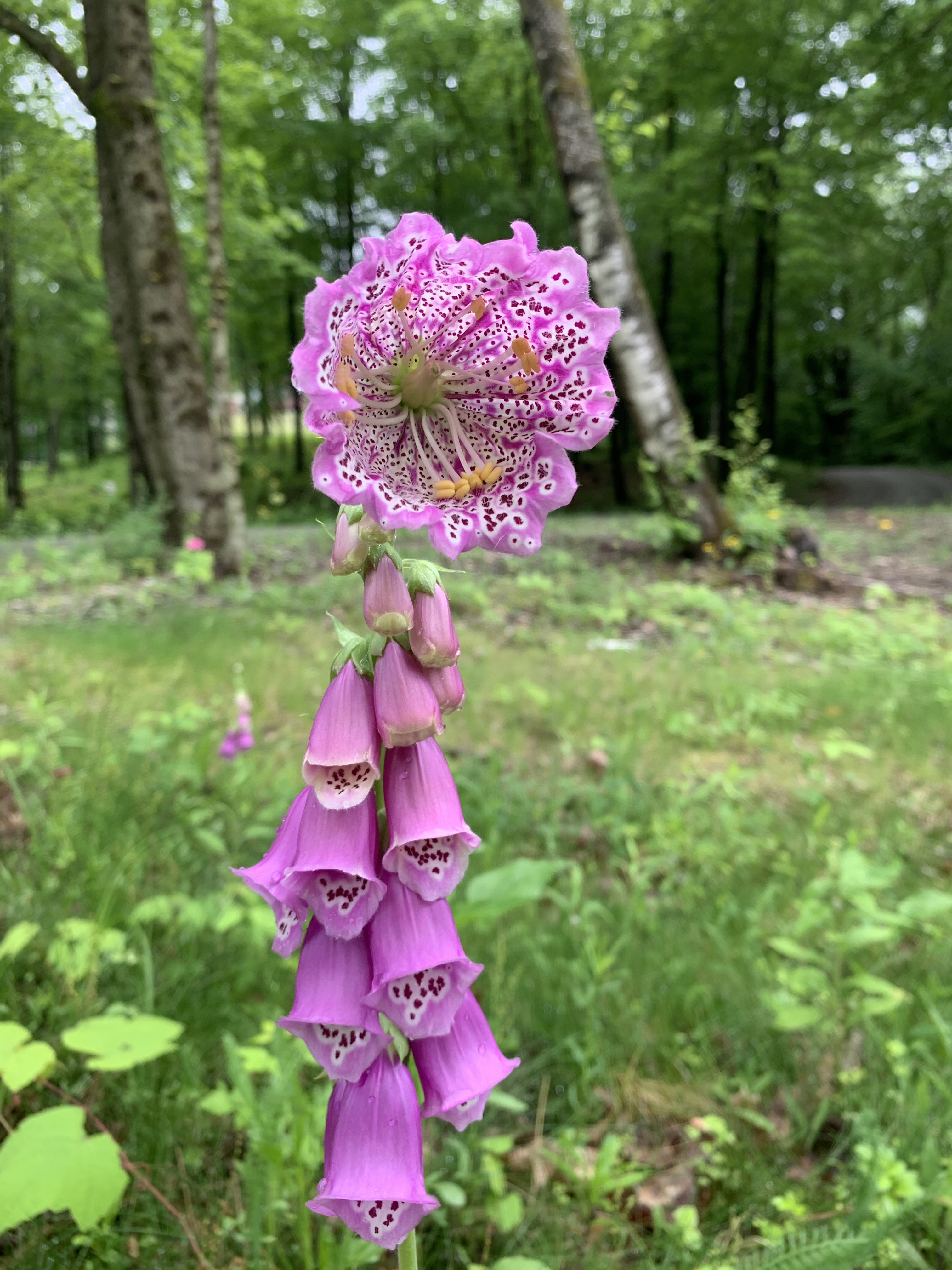
Pelorische Roter-Fingerhut-Blüte umgeben von regulären Blüten

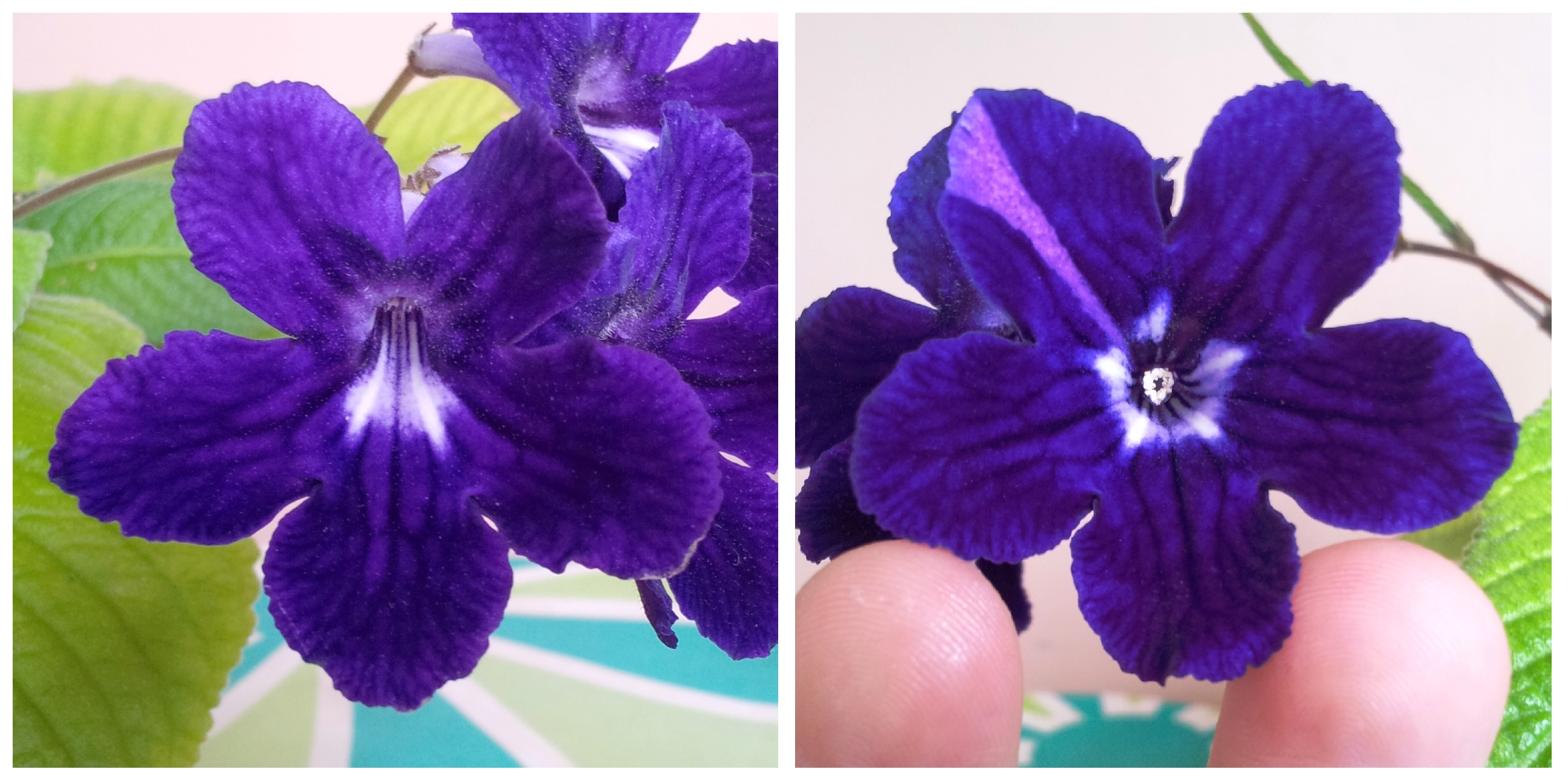
Pelorische Streptocarpus-Blüte

Pelorismus (von griechisch pelōros „monströs“) oder Epanodie bezeichnet eine spontane Mutation bei Pflanzen, die für die Bildung radialsymmetrischer (aktinomorpher) Blüten – sogenannter Pelorien – bei einer Pflanze ist, die normalerweise bilateral symmetrische (zygomorphe) Blüten hervorbringt. Der Begriff wurde von Charles Darwin geprägt, aber das Phänomen wurde bereits von Carl Linnaeus beschrieben.